# Viktor Baikov
Viktor Vasilyevich Baikov (né le 9 février 1935 à Riazan) est un athlète soviétique spécialiste du marathon. Quadruple vainqueur des championnats nationaux sur marathon entre 1961 et 1964 — il y établit d'ailleurs en 1962 son record personnel en 2 h 19 min 18 s — il s'illustre notamment par une médaille de bronze aux championnats d'Europe en 1962, et par une participation aux Jeux olympiques de 1964.

## Biographie

### Palmarès
| Date | Compétition           | Lieu     | Résultat | Performance     |
| ---- | --------------------- | -------- | -------- | --------------- |
| 1962 | Championnats d'Europe | Belgrade | 3e       | 2 h 24 min 19 s |

### Records
| Épreuve  | Performance     | Lieu   | Date         |
| -------- | --------------- | ------ | ------------ |
| Marathon | 2 h 19 min 18 s | Moscou | 11 août 1962 |